# O Canada
"O Canada" er Canadas nationalsang. Musikken blev komponeret i 1880 af Calixa Lavallée som en patriotisk sang for fejringen af St. Jean-Baptiste Day, og sangens oprindelige tekst var et fransk digt af Adolphe-Basile Routhier.
I 1908 skrev Robert Stanley Weir en engelsk version af teksten, hvilken ikke var en komplet oversættelse af sangens oprindelige ordlyd. Weis's tekst blev omskrevet to gange før den nuværende tekst tog form i 1980, mens den franske version gennem tiden er forblevet uændret. "O Canada" var ikke Canada's officielle nationalsang indtil 1980, hvor den blev vedtaget ved lov den 1. juli som del af fejringen af Canada's nationaldag.

## Officiel tekst
| Engelsk version | Fransk version |
| --- | --- |
| O Canada! Our home and native land! True patriot love in all of us command. With glowing hearts we see thee rise, The True North strong and free! From far and wide, O Canada, We stand on guard for thee. God keep our land glorious and free! O Canada, we stand on guard for thee. | Ô Canada! Terre de nos aïeux, Ton front est ceint de fleurons glorieux! Car ton bras sait porter l'épée, Il sait porter la croix! Ton histoire est une épopée Des plus brillants exploits. Et ta valeur, de foi trempée, Protégera nos foyers et nos droits Protégera nos foyers et nos droits. |